# 大佛站
大佛站（：／ Daebul yeok */?）是位于韩国全罗南道灵岩郡三湖邑大佛路的一个车站，属于大佛线。

## 历史
- 2004年3月2日 - 落成使用。

## 相鄰車站
韓國鐵道公社
大佛線
一老－大佛